# Pycna strix
Cigale hibou
Espèce
Pycna strix, la Cigale hibou, est une espèce d'insectes hémiptères de la sous-famille des Cicadinae (famille des Cicadidae).

## Répartition
Cette espèce se rencontre à Madagascar.

## Description

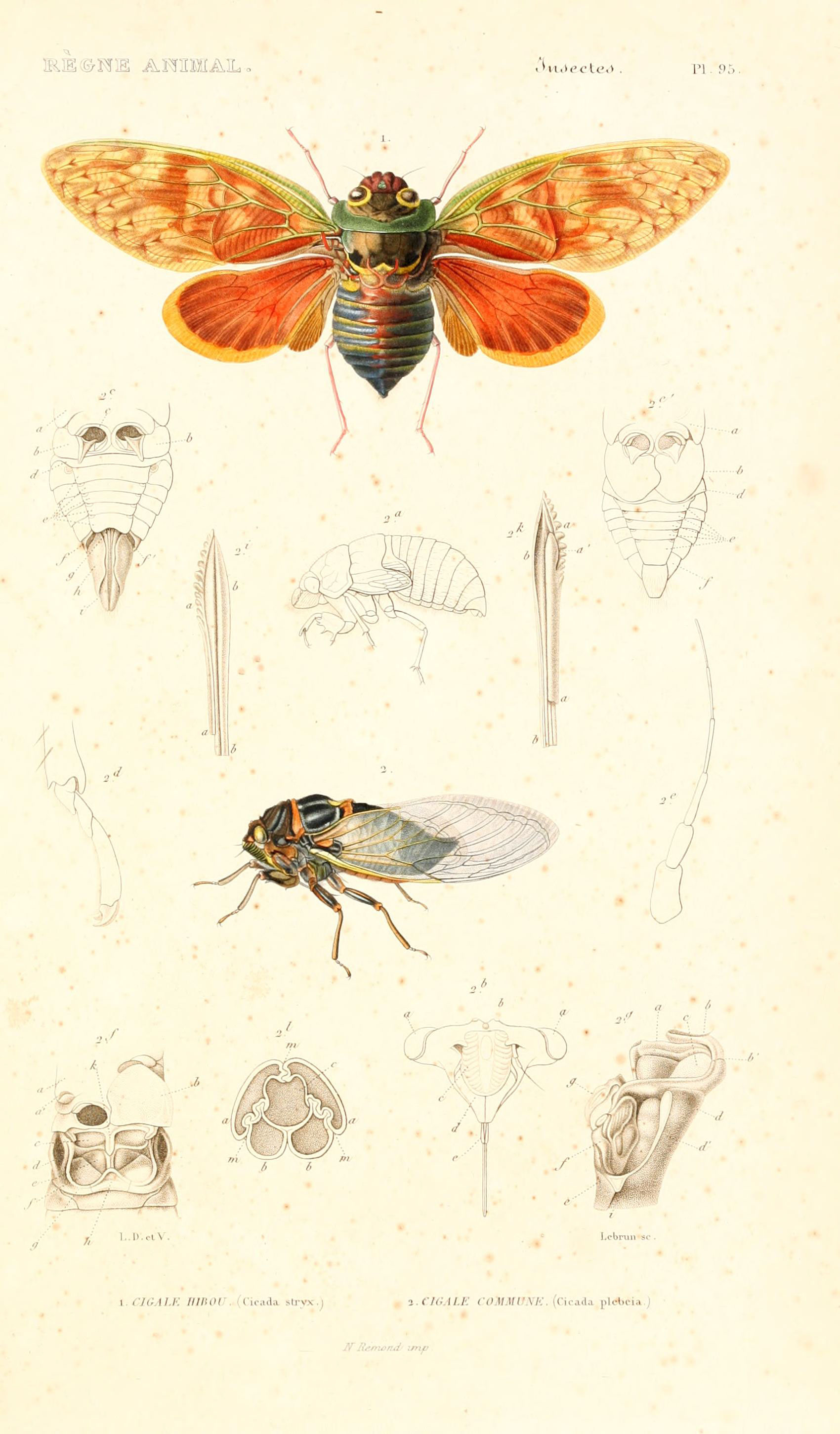
Cigale hibou (Pycna strix).

Pycna strix est d'un vert brunâtre avec une tache noire arrondie de chaque côté vers l'extrémité du mésotorax. 
La tête est large et triangulaire, avec un profond sillon longitudinal au milieu du front. Le prothorax est légèrement dilaté de chaque côté avec les angles antérieurs arrondis. 
L'abdomen est gros et court.
Les élytres et les ailes sont opaques. Les élytres sont d'un brun rougeâtre irrégulièrement tachetées de grisâtre avec des nervures vertes. Les ailes sont d'un jaune orangé terne jusqu'au-delà de leur moitié basilaire, l'extrémité est brune et la bordure terminale est jaune roux.

## Systématique
L'espèce a été décrite par les zoologistes français Charles Jean-Baptiste Amyot et Jean Guillaume Audinet-Serville en 1843.
Pycna strix a pour synonymes :
- Cicada strix (Amyot & Audinet-Serville, 1843)
- Cicada stryx Amyot & Audinet-Serville, 1843
- Platypleura strix (Amyot & Audinet-Serville, 1843)
- Pycna stryx Amyot & Audinet-Serville, 1843